# استانیسلاو ندکوف
استانیسلاو ندکوف (بلغاری: Станислав Недков؛ زادهٔ ۹ دسامبر ۱۹۸۱) ورزشکار هنرهای رزمی ترکیبی اهل بلغارستان است.